# Bahaísmo en Kiribati

Bahaísmo en Kiribati comienza después de 1916 con la mención por parte de `Abdu'l-Bahá, entonces jefe de la religión, de que los bahaíes, deberían llevar su religión a las islas Gilbert, que forman parte del Kiribati moderno. El 4 de marzo de 1954, los primeros bahaíes fueron pioneros en la isla de Abaiang (también conocida como la Isla Charlotte, de las Islas Gilbert). Se encontraron con una fuerte oposición de algunos católicos en las islas y finalmente fueron deportados y el primer converso desterrado a su isla de origen. Sin embargo, en un año hubo una comunidad de más de 200 bahaíes, y una Asamblea Espiritual Local del Bahaismo. Tres años más tarde se descubrió que la isla a la que fue enviado el primer converso tenía ahora 10 bahaíes. En 1963 había 14 asambleas. A medida que las Islas Ellice ganaban la independencia mientras Tuvalu y las Islas Gilbert y otros formaban Kiribati, las comunidades de los bahaíes también se reformaron en instituciones separadas de Asambleas Espirituales Nacionales en 1981. Sus miembros habían establecido un número de escuelas en 1963, que todavía existen - de hecho, el Instituto Vocacional Ootan Marawa Bahá'í es la única institución de formación de maestros de preescolar en Kiribati-. En total, los bahaíes afirman que más de 10.000 personas de la región se han unido a su religión en los últimos 50 años y que hay 38 asambleas espirituales locales.

## Primeros días

### Las Tablas de Abdu'l-Bahá del Plan Divino
De 1892 a 1977 las islas de Kiribatu fueron conocidas como parte del Imperio británico e incluían las Islas Gilbert. Abdu'l-Bahá, jefe de la religión de 1892 a 1921, mencionó las Islas Gilbert entre los lugares a los que los bahaíes deberían llevar la religión. Abdu'l-Bahá escribió una serie de cartas, o tablas religiosas, a los seguidores de la religión en los Estados Unidos en 1916-1917; estas cartas fueron compiladas juntas en el libro titulado Tablas del Plan Divino.  La séptima de las tablas mencionaba llevar la Fe Bahá'í a las Islas Gilbert y fue escrita el 11 de abril de 1916, pero se demoró en ser presentada en los Estados Unidos hasta 1919, después del final de la Primera Guerra Mundial y la gripe española. Estas tablas fueron traducidas y presentadas por Mirza Ahmad Sohrab el 4 de abril de 1919, y publicadas en Star of the West magazine el 12 de diciembre de 1919.

### Comienzos
Los primeros bahais en Kiribati fueron Elena Marsella y Roy Fernie, que dejaron su hogar en Panamá y sus cargos en la Asamblea Espiritual Nacional de Panamá, para ser pioneros. Llegaron a la isla de Abaiang de las Islas Gilbert, el 4 de marzo de 1954. Para este servicio fueron nombrados «Caballeros de Bahá'u'lláh» por el entonces jefe de la religión, Shoghi Effendi. Alrededor del 1 de junio de 1954, el ex seminarista católico y maestro de misión Peter Kanere Koru se convirtió rápidamente en el primer converso de la isla. Atribuyó su conversión en parte a su atracción por la igualdad racial practicada por los pioneros, y su deseo de implementar dicha igualdad en su sociedad.

#### Incidentes relacionados con el primer nativo bahaí
Cuando Koru se convirtió en el primer bahaí Shoghi Effendi le instó en una carta de bienvenida a ser «muy discreto en la difusión de este Mensaje», explicando que los bahaíes no deseaban convertirse en una «fuente de discordia, o despertar oposición». Sin embargo, varios temas salieron a la luz para animar la hostilidad de los católicos locales. Primero, Roy era un mago 
aficionado, era una figura segura de sí misma que hizo un espectáculo junto con un piano la primera noche que llegaron. Los registros muestran que en pocas semanas atrajo a audiencias dominicales, tal vez reduciendo la asistencia a los servicios de culto dominicales. A juicio del investigador Graham Hassall, Roy probablemente desconocía el hecho de que la hechicería y la magia se practicaban ampliamente en la cultura de los isleños, y estaban siendo activamente reprimidas por los ministros católicos y ahora había una nueva presencia en la comunidad dando espectáculos que incluían trucos de magia. De hecho, hay informes de que las acciones del ministro católico contra los bahaíes ayudaron a difundir su conocimiento. Luego se produjo el intento de los Fernies de crear una escuela de inglés - y las actividades de recaudación de fondos que organizaron en Tuarabu entraron en conflicto con el intento de los católicos de Tuarabu de recaudar fondos para sus propios fines y, de manera vergonzosa, incapaces de igualar las donaciones con otra comunidad católica cercana. De hecho, un cuarto de tonelada de libros de texto fueron enviados desde los bahaíes de Panamá para apoyar la inminente escuela que debía estar abierta a todos los nativos, independientemente de su religión. Por último, la conversión de un seminarista y un maestro misionero lejos del catolicismo - todos estos son temas que probablemente llevarán al antagonismo de los católicos. En efecto, la misión católica trabajó para que los Fernies fueran deportados, y en varias ocasiones utilizó su diario para «advertir» a sus miembros contra el examen de esta nueva religión. Lo esencial de su queja inicial a las autoridades, sin embargo, fue el hecho de que la actividad misionera requería que 100 o 200 personas sancionaran a un grupo de religiosos para permitir el trabajo misionero. Sin embargo, más de doscientos residentes de Abaiang registraron su deseo de convertirse en bahaíes después de presentarse en la casa de los Fernies a las 3 de la madrugada, y unas 90 personas vinieron al día siguiente a ver a Koru, a quien la oposición católica había obligado a desterrar a su isla natal de Tabiteuea más tarde en junio. Su esposa embarazada, que estaba de parto, tuvo que ser dejada en un hospital y murió poco después. El 24 de septiembre de 1955, el gobierno otorgó reconocimiento legal a la primera institución del bahaismo de las islas, la Asamblea Espiritual Local de Tuarabu, en la isla de Abaiang. Sin embargo, Roy Fernie fue deportado en noviembre de 1955 con el apoyo de los propietarios de tierras locales. A través de la correspondencia, Koru y Elena Marsella estaban trabajando en la traducción de una colección de las oraciones Bahá'í, Las Palabras Ocultas, y extractos de los escritos de Bahá'u'lláh, hasta más tarde, en 1956, cuando Marsella se fue. Antes de salir, el Departamento de Educación había aprobado a Elena y a dos bahaíes nativos como maestros en la nueva escuela. La nueva comunidad bahaí, que se había formado esencialmente en un año, continuó funcionando, y por un tiempo Shoghi Effendi pidió que no se enviaran más pioneros a las Islas Gilbert. Koru no volvió a encontrarse con los bahaíes hasta cuatro años más tarde, pero se mantuvo firme en sus creencias. Para cuando los bahaíes pudieron venir a visitarlo, nueve personas más eran miembros activos de la religión en su isla, (aparentemente casi cincuenta habían sido atraídos por la religión allí.) Uno de ellos era un ministro protestante entonces bajo la sanción disciplinaria de su iglesia.

#### Primer crecimiento y continuo de la religión
En 1956, se eligieron cuatro asambleas (incluyendo Tuarabu, Tebero y Kuria) y cinco grupos más pequeños de bahaíes. Además de Koru, otros de los primeros conversos fueron Taukoriri Eritai, que se convirtió en bahaí cuando los Fernies estaban en Abainag, y Timeon Tamaroa, que ayudó a traer la religión a la isla de Beru. En 1957, Shoghi Effendi permitió a los pioneros considerar las Islas Gilbert y Frances Heller de los Estados Unidos pudo llegar el 8 de febrero de 1957. Pudo permanecer a pesar de su mala salud hasta junio de 1958: ayudó a elegir la Asamblea Espiritual de la Betio. La estadounidense Mabel Adelle Sneider fue la siguiente en llegar y ella y Heller estuvieron de acuerdo en que la religión debía ser llevada a la capital de las islas. Así, Sneider se instaló en el pueblo de Bikenibeu en Tarawa en octubre de 1958.  y vivió allí durante 15 años ayudando a trasladar el centro de las actividades bahaíes de la isla relativamente remota de Abaiang a la capital cívica de Tarawa; finalmente, Snieder fue elegido miembro de la Asamblea Espiritual Nacional, donde a menudo desempeñó el cargo de secretario o tesorero en un momento u otro. Ayudó a comprar el sitio para el Haziratu'l-Quds Nacional, o la sede de la Asamblea Nacional. Los pioneros Joe Russell (llegaron en mayo de 1959, y se hicieron ciudadanos de Kiritbati) y John Thurston pronto los siguió. Mientras tanto, la escuela iniciada por los Fernies fue anotada como si todavía existiera en 1958 a pesar de su ausencia. En 1959 se construyó un nuevo edificio, en un terreno donado y construido únicamente por los bahaíes, mientras se construían viviendas temporales para los visitantes y los centros bahaíes. En noviembre de 1959 se celebraron dos escuelas de verano[11] y una conferencia para discutir el progreso de la religión en las islas.  Russell pudo viajar a Tabiteuea para unirse con Koru en diciembre de 1959 y juntos ayudaron a establecer tres asambleas en abril de 1960. En 1961 había trece comunidades con bahaíes.

## Crecimiento en todo el país
Con unos pocos pioneros y muchos conversos locales, la comunidad del Pacífico Sur se organizó en una asamblea espiritual nacional regional para las Islas del Pacífico Sur que fue elegida de 1957 a 1967, incluyendo las Islas Cook, Fiyi, Nueva Caledonia, Samoa y otras islas.  Los delegados de las Islas Gilbert y Ellice no pudieron asistir a las elecciones de 1959. Para 1961 la religión había llegado a la Isla Banana, y uno de los delegados de las Islas Gilbert pudo asistir a la convención para elegir la asamblea nacional espiritual regional para las Islas del Pacífico Sur.

### Estatus en 1963
A finales de 1963 había una amplia gama de comunidades en las Islas Gilbert, con 14 asambleas, 19 grupos y 7 bahaíes aislados adicionales.
| Asambleas |
| 1. Aobike 2. Betio, Tarawa 3. Bikenibeu, Tarawa 4. Bubuti 5. Buota, North Tabiteuea 6. Eita, North Tabiteuea 7. Kuria, Abaiang                         |
| 8. Makin 9. Taku, South Tabiteuea 10. Tekaman 11. Terikiai, North Tabiteuea 12. Tewai, South Tabiteuea 13.Tuarabu, Abaiang 14. Utiroa, North Tabiteuea |
| Grupos |
| 1. Bairiki, Tarawa 2. Bangai, Tabiteuea 3. Beru Island 4. Borotiam, Abaiang 5. Buariki, Tabiteuea                                                      |
| 6. Buariki, Tarawa 6. Eita, Tarawa 7. Ereti, Tarawa 8. Koinawa, Abaiang 9. Maiana Island 10. Nuatabu, Tarawa                                           |
| 11. Nuotaea, Abaiang 12. Ocean Island 13. Taburoa, Abaiang 14. Tanaeang, Tabiteuea 15. Tauma, Tabiteuea                                                |
| 16. Taungeaka, Tabiteuea 17. Tebero, Abaiang 18. Tekabwibwi, Tabiteuea 19. Tekaman, Tabiteuea                                                          |
| Bahaíes aislados |
| 1. Abemama Island 2. Butaritari Island 3. Marakei Island 4. Onotoa Island 5. Tanimaiaki, Abaiang 6.Tenatorua, Tabiteuea 7. Ubanteman Village, Abaiang  |

Los bahaís establecieron una serie de escuelas en 1963: la escuela primaria Tuarabu, en la isla de Abaiang, y varias en la isla de Tabiteuea: las escuelas primarias Eita, Utiroa, Taku y Tababuea.

### Formación de una comunidad nacional
El profesor Charles Forman, de la Universidad de Yale, analizó las tendencias religiosas en las islas del Pacífico y atribuye que el sorprendente crecimiento de la Fe Bahá'í en Micronesia se debió en parte a una cierta cantidad de respuesta de algunos jóvenes de mayor experiencia y educación, así como de algunos aldeanos entre los que se asentaron los bahaíes. En octubre de 1966, Collis Featherstone asistió a la dedicación del principal centro bahaí de las islas inaugurado con una conferencia en la que se discutió sobre el progreso de la religión en la isla.
Con la ayuda de las Hands of the Cause Collis Featherstone y Rahmatu'lláh Muhájir, las comunidades bahaíes de la zona se reorganizaron para formar una Asamblea Espiritual Nacional regional de los Bahaíes de las Islas Gilbert y Ellice en 1967. En 1970, la asamblea nacional impartió tres clases sobre los métodos que los bahaíes utilizan para el crecimiento de la religión y comenzó a celebrarlas en un edificio, el Instituto Bahá'í,- propiedad de la asamblea. En mayo de 1971 se celebró en Suva, Fiyi, una conferencia internacional sobre el progreso de la religión en el Pacífico Sur, a la que acudieron los bahaíes de la isla Gilbert. Después de esa conferencia, se celebró otra de carácter nacional para las islas Gilbert en el Instituto Bahá'í. En febrero de 1973, la Asamblea Nacional produjo dos programas de radio de cinco minutos para la celebración del Día de los Derechos Humanos, que se transmitieron por radio en dos idiomas. El programa versó sobre la igualdad entre hombres y mujeres, con pasajes de los escritos de Bahá'u'lláh y un informe sobre el adelanto de la mujer en las islas. En abril de 1973, veintitrés delegados de nueve islas se reunieron en el Instituto Nacional de Enseñanza y en la Maneaba bahaí, un salón de reuniones nativo sin lados y con un techo alto de paja, para la convención nacional. Juntos, el Instituto y la Maneaba forman parte de la sede nacional Pao Penox.
Con motivo del Día de las Naciones Unidas, la Asamblea Nacional distribuyó material de referencia sobre la celebración al Director Nacional de Información, del internado Rey Jorge IV, la Escuela Superior de Maestros de la isla y el Departamento de Educación. En 1976, Hand of the Cause, Collis Featherstone hizo un viaje de regreso a las islas de la región. Durante su estancia en Kiribati pronunció un discurso en una recepción celebrada en su honor a la que asistieron el gobernador, el vicegobernador y los ministros y secretarios del Gobierno. Una copia de The Bahá'í' World, vol. XIV, fue presentada al gobernador para la biblioteca de la Cámara de la Asamblea y una entrevista radial de 20 minutos con los señores Featherstone fue transmitida por Radio Tarawa. En 1978, los bahaíes asumieron diversos papeles en cuestiones sociales. Primero en varios eventos en las islas en los que participaron y ayudaron a organizar las ocasiones conmemorativas de los soldados japoneses que murieron en las islas en la Segunda Guerra Mundial. En segundo lugar, ayudaron durante un brote de cólera en septiembre: los bahaíes transmitieron mensajes utilizando el equipo de radio del catamarán Erena-Roe, de propiedad bahaí, que también transportaba a los pacientes al hospital, y un bahaí actuó como secretario del comité de respuesta del gobierno creado para gestionar la epidemia. El Erena-Roe estaba haciendo una última carrera antes de que el dueño dejara las islas y se encontrara con una niña en el océano que fue devuelta viva a su isla natal aunque se temía que estuviera muerta. Para 1979 la asamblea nacional reportó que había 80 asambleas locales, 16 de las cuales estaban registradas oficialmente con el gobierno y 13 de las cuales tenían sus propios centros.
A medida que las Islas Ellice se independizaron, tanto Tuvalu y las Islas Gilbert junto con otras formaron Kiribati, las comunidades de los bahaíes también se reformaron para convertirse en instituciones separadas de las Asambleas Espirituales Nacionales en 1981.

### Multiplicación de los intereses y actividades de la comunidad
Con el crecimiento de las instituciones, el impacto sociológico del bahaismo se hizo más conocido a partir de la década de 1980. Se supo que los bahaíes de Kiribati utilizaban los edificios tradicionales de maneaba para reunirse. Gracias a Peter King, un pionero bahaí de Nueva Zelanda en Tarawa, en 1981 se creó un centro en la isla Kiritimati. En 1982 había 50 asambleas locales en todo Kiribati. Henry Brechtefeld nació en Kiribati, pero se mudó a las Islas Salomón, donde entró en contacto con los García, se convirtió y luego se mudó a las islas de Micronesia, incluso de regreso a Kiribati, era bien conocido por haber reformado su comportamiento entre su familia en Kiribati y sus amigos. En 1984, Art New Zealand describió a Robin White como un artista de Kiribati que se había mudado de la Nueva Zelanda metropolitana de Dunedin a la isla tropical. En 1985, los bahaíes celebraron su primera conferencia nacional de jóvenes en Bikenibeu. En 1986, había un bahaí en la isla Kiritimati del Pacífico, que está más cerca de Honolulu que de la capital en Tarawa, a 2.000 millas al oeste.

## Comunidad moderna

### Enfoque a la sociedad
Desde sus inicios, la religión se involucró en el desarrollo socioeconómico, comenzando por dar mayor libertad a las mujeres, promulgando la promoción de la educación femenina como una preocupación prioritaria, y esa participación se materializó en la creación de escuelas, cooperativas agrícolas y clínicas. La religión entró en una nueva fase de actividad cuando se publicó un mensaje de la Casa Universal de Justicia del 20 de octubre de 1983, en el que se instaba a los bahaíes a buscar formas, compatibles con las enseñanzas del bahaismo en el desarrollo social y económico de las comunidades en las que vivían. En 1979 había 129 proyectos de desarrollo socioeconómico bahaíes oficialmente reconocidos en todo el mundo. En 1987, el número de proyectos de desarrollo reconocidos oficialmente había aumentado a 1.482. Los bahaíes de Kiribati emprendieron una gran variedad de proyectos de desarrollo social y económico. El Instituto Vocacional Bahá'í Ootan Marawa, una escuela secundaria, es la única institución de formación de maestros de preescolar en Kiribati. Está abierto a todos, independientemente de la religión, y cuenta con la asistencia de las Asambleas Espirituales Nacionales de los bahaíes de Australia y Nueva Zelanda. Hay cinco escuelas preescolares administradas por asambleas espirituales locales bahaíes en Tarawa y en las islas exteriores. Aceptan alumnos de todas las afiliaciones religiosas. Después de asistir a una recepción en la convención nacional y observar la importancia de la unidad religiosa y la libertad en Kiribati,  las contribuciones a la sociedad kiribati fueron anotadas por el entonces presidente, Ieremia Tabai, y los ministros del gobierno en discursos cuando asistieron a una conferencia de paz en 1986 a la que asistieron más de 1000 bahaíes. Los éxitos de las escuelas de Kiribati se discutieron en el centenario de la Fe Bahá'í en Hawái en talleres de trabajo en 2001, en los que participaron participantes de muchos países. El gobierno de Kiribati apoyó a las Naciones Unidas en la votación sobre la «Situación de los derechos humanos en la República Islámica del Irán» (A/56/583/Add.3 Proyecto de resolución) el 19 de diciembre de 2001.

### Desarrollos internos
Internamente la comunidad realizó los siguientes desarrollos. En 1990, la convención nacional eligió a dos mujeres indígenas, Maureen Nakekea y Marao Teem, para la asamblea nacional. En el 50.º aniversario, en el 2004, las celebraciones de la Fe Bahá'í en Kiribati contaron con la presencia de dignatarios como el presidente Anote Tong, el señor Michael Fudakowski, representante de la Asamblea Espiritual Nacional de los bahaíes de Nueva Zelanda y que vivió durante unos 17 años en Kiribati con su esposa, Robin White, actualmente miembro de la Junta Continental de Consejeros en Australasia, y su familia. Dominic Tabuaka representó a la Asamblea Espiritual Nacional de los bahaíes de las Islas Marshall, y llegaron mensajes de felicitación de los bahaíes de Australia, Canadá, Hawái, las Islas Salomón, Ucrania, los Estados Unidos y las Islas Carolinas.

### Demografía
Durante mucho tiempo ha habido una discrepancia entre las cifras del censo y las afirmaciones de la comunidad del bahamismo sobre su población en Kiribati. Las cifras del censo son consistentemente entre el 2 y el 3%, mientras que las de los bahaíes son superiores al 17%, desde 1987. Los bahaíes afirman que más de 10,000 personas locales se han unido a la religión en los últimos 50 años y hay 38 asambleas espirituales locales.